# NGC 675
NGC 675 é uma galáxia espiral (S?) localizada na direcção da constelação de Aries. Possui uma declinação de +13° 03' 35" e uma ascensão recta de 1 horas, 49 minutos e 08,5 segundos.
A galáxia NGC 675 foi descoberta em 25 de Setembro de 1886 por Lewis A. Swift.